# RZA
Robert Ficdžerald Digs (rođen 5. jula 1969) poznatiji pod imenom RZA ili The RZA (IPA: , transkribovano: Riza) je američki muzički producent, reper i povremeno glumac i scenarista. On je istaknuta figura u hip hopu i de fakto vodja grupe Wu-Tang Clan. Producirao je skoro sve albume Wu-Tang Clana kao i mnoge solo projekte ostalih članova grupe. Naširoko je smatran jednim od najuticajnijih hip hop producenata svih vremena. Dodatnu slavu donela mu je gluma i pravljenje muzike za filmove.
Izdao je i nekoliko solo albuma pod imenom Bobby Digital. Pored Wu-Tang Clana i svojih solo albuma, RZA je jedan od osnivajućih članova hororkor grupe Gravediggaz u kojoj je koristio ime The Rzarector.
Takođe je glumio u nekoliko filmova uključujući Coffee and Cigarettes, American Gangster, Gospel Hill, Life Is Hot in Cracktown, Ghost Dog, Funny People, Derailed, Due Date i Repo Men.

## Detinjstvo i mladost
Rođen u Braunzvilu u Bruklinu, provodio je mnogo vremena u Pitsburgu u Pensilvaniji, gde je njegov otac imao malu radnju u Hil Distriktu. Od treće do sedamnaeste godine, RZA je živeo u Severnoj Karolini sa svojim ujakom, koji ga je uvek podsticao da čita i uči. Dobio je ime po Robertu Kenediju i Džonu Ficdžeraldu Kenediju.

## Karijera 1989—1991.
RZA je započeo svoju hip hop karijeru kasnih osamdesetih i ranih devedesetih, kao član tročlane grupe Force of the Imperial Master (koja je kasnije dobila ime All in Together Now Crew). Grupa se sastojala od budućih članova Wu-Tanga i njegovih rodjaka Geniusa (GZA) i Professora (Ol Dirty Bastard).
Kada se ovaj lokalni bend rasturio i RZA i GZA su odlučili da započnu solo karijere. Uz pomoć Gzinog prijatelja (tadašnjeg vlasnika Jamaica Recordsa) obezbedili su sebi ugovore za singlove u uspešnim izdavačkim kućama. GZA je potpisao za Cold Chillin', a RZA za Tommy Boy. GZA je ubrzo izdao debi album Words from the Genius, a RZA je izdao samo EP Ooh I Love You Rakeem i otišao u zatvor ubrzo posle njegovog izlaska. Albumi nisu bili dobro prihvaćeni i dva rođaka odlučuju da preuzmu hip hop industriju. Tokom svoje mladosti RZA je uživao u gledanju raznih kung-fu filmova i kupovanju mnogobrojnih albuma koje je kasnije koristio za semplovanje.
| „ | U početku, Ol Dirty Bastard i ja smo gledali kung-fu filmove, napustali bioskop, odradili nekoliko borbi, sedali u voz, nastavljali sa borbom i kasnije izazivali emsijeve i muzički se borili sa njima kao da je to kung-fu borba. To je bila moja vikend navika. Kada smo mogli da priuštimo video rekordere, nabavljali smo sve moguće kung-fu filmove koji su nam bili dostupni i gledali tri, četiri dnevno. Pušili smo blantove, ispijali pivo, gledali filmove i snimali demo kasete. Do dana današnjeg, najmanje četiri puta nedeljno, kung-fu film se nalazi u mom DVD plejeru. I dalje se bavim di-džejingom, pravim bitove, snimam pesme, gledam kung-fu filmove. I dalje sam isti klinac kada se radi o tim stvarima. | ” |

## 1992—1993:Enter the Wu-Tang (36 Chambers)
Grupa i album su dobili ime po kung-fu filmu Shaolin and Wu-Tang. Grupa se sada sastojala od prethodna tri repera (RZA, GZA i Ol Dirty Bastard) i šest novih repera (Inspectah Deck, Raekwon, Method Man, Masta Killa, U-God i Ghostface Killah). Uz klan Prince Rakeem je sebi dao ime RZA (Ruler Zig-Zag-Zig Allah).
Nakon singla "Protect Ya Neck", koji je vođen Rzinim bitom, grupa je postala podzemna senzacija i izdala LP Enter the Wu-Tang (36 Chambers). Album čija je proizvodnja koštala samo 36.000 dolara je na kraju postao platinasti i od strane hip hop fanova okarakterisan kao klasik. Album je stvorio revoluciju u hip hopu i pomogao istočnoj obali da se vrati u centar pažnje nakon što je Dr.Dre sa svojim G-funkom došao da dominira rep scenom.

## 1994—1996: Gravediggaz i Wu-Tang solo projekti: 1. Deo
Kako je svaki član Wu-Tanga krenuo sa izgradjivanjem solo karijera, tako je RZA nastavio da producira skoro sve Wu-Tang projekte izdate u periodu od 1994 do 1996, producirao je i u smislu hip hop producenta (komponovao je i aranžirao instrumentalne trake), a i u širem smislu muzičkog producenta (nadgledanje i usmeravanje kreativnog procesa, osmišljavanje koncepta pesme i kao dodatak svemu tome bio je odgovoran za finalni zvuk snimka). Rzina vladavina nad Klanom u ovom vremenu je u knjizi Wu-Tang Manual iz 2004 opisana kao "diktatura".
Njegov zvuk se razvijao od surovih, minimalističkih zvukova (Method Man - Tical, Ol Dirty Bastard - Return to the 36 Chambers) do više sinematičkih i ekspanzivnih prostiranja zvukova vođenih niskim sekcijama ili debelim slojevima sintisajzera (Ghostface Killah - Ironman, GZA - Liquid Swords, Raekwon - Only Built 4 Cuban Linx...).
Tokom ovog vremena, RZA se sa grupom Gravediggaz zauzeo i za stvaranje hip hop podžanra po imenu hororkor. Gravediggaz je bila supergrupa koja se pored Rze sastojala od Too Poetica (iz The Brothers Grym), Frukwana i Prince Paula (iz Stetsasonica). Grupa je 1994 izdala album 6 Feet Deep. Kao član ove grupe RZA se nazvao The Rzarector. RZA o početku grupe kaže:
| „ | Kada je došlo vreme za Gravediggaze, Prince Paul je razmišljao o sastavljanju grupe. Hteo je da sakupi dobre emsijeve. Poetic je bio još jedan odličan emsi koji je bio potcenjen na Long Ajlendu. Imao je singl izdat za Tommy Boy koji se nije dobro pokazao, ali je bio odličan emsi. Znate koliko dobrih tekstova je izbacio kao Grym Reaper. Frukwan, jedan od najboljih liričara iz Stetsasonica. On i Paul su već bili prijatelji. On je njemu rekao za mene. Rekao je "Znam jednog lika koji je super-dobar." U isto vreme sam radio i sa Wu-Tangom. Pokušavao sam da započnem sopstvenu kompaniju i sve što ide uz to, tako da kad me je Paul pozvao u svoju kuću na Long Ajlendu i iskazao mi svoju ideju za osnivanje grupe, pomislio sam da bi mi bila čast da budem u grupi sa njim. Rekao sam mu, "Takođe produciram za još jednu grupu, a i deo sam porodice koju gradim." On je rekao "Brate, to je ludo." Pričali smo puno puta. Ol Dirty Bastard je sa mnom išao kod njega mnogo puta. I Method Man, takodje. Svi bismo išli tamo i tražili način da se sklonimo sa ulice. Ja, ja sam se trudio da se izvučem iz geta. Paul je imao dosta poštovanja prema meni, tako da mi je pomogao u tome. Mislim da mu se to svidjalo. Bio sam toliko mračan, a nisam ni znao da sam mračan. | ” |

## 1997:Wu-Tang Forever
Uspeh albuma Wu-Tang Forever, koji je bio prvo mesto na top listama posle prodatih 600.000 kopija, obeležio je Rzin "petogodišnji plan". Na početku, obećao je grupi da će zavladati hip hop scenom za pet godina ako bude imao potpunu diktaturu nad Wu-Tang carstvom.
Posle uspeha albuma, RZA je prestao da nadgleda aspekte Wu-Tang proizvoda kao pre, prepustajući svoju ulogu svojim saradnicima Oliju "Power" Grantu i svom bratu Mičelu "Divine" Digsu i svakom članu klana je prepustio veću individualnu kontrolu. Ovaj potez je osmišljen tako da bi Wu-Tang carstvo moglo da se širi dalje u fabrici hip hop industrije, i u skladu sa ovim je izdata ekstremno velika količina muzike u sledeće dve godine.
Ovo je već donekle počelo i sa Wu-Tang Forever albumom, na kome je RZA po prvi put prepustio mali broj pravljenja bitova ostalim producentima iz Wu-Tang kampa, kao što su True Master i 4th Disciple (Wu-Elements) i član klana Inspectah Deck.

## 1998—1999: Gravediggaz i Wu-Tang solo projekti: 2. Deo
U periodu od 1998 do 2000 je prestao da producira svaki Wu-Tang solo album kao pre, ali je nastavio sa ulogom izvršnog producenta i da producira jednu ili dve pesme po albumu.
| „ | Morao sam da izbacim Bobby Digital umesto The Curea jer da nisam to uradio pretrpeo bih dve stvari. Prvo, prerano bih otkrio gde se nalazim muzički. Wu-Tang je savršeni medijum da se pokaže nešto novo zato što većina ljudi dolazi zajedno da to kupi. Da ja to izložim za samog sebe, ne bi bila pametna stvar za uraditi. Možda bih privukao više ljudi od Bobby Digitala, ali opet ne bih privukao toliku važnost kao Wu-Tang. Možda će ove ili sledeće godine igra biti drugačija. The Cure je toliko intiman u pisanoj formi da moraš da živiš u tom Cure sranju. Živeo sam kao Bobby Digital '98, '99, znate na šta mislim? Da sam izbacio "The Cure", ne bih mogao da izađem na binu i da ga izvodim za vas jer bih lagao. | ” |

RZA as Bobby Digital in Stereo je bio eksperimentalni konceptualni album koji je predstavio njegov hedonistički, zabavni alter-ego i jedinstveni zvuk vođen kibordom koji je RZA nazivao "digitalni orkestar", koji je primao različite kritike.
Album The Cure je trenutno neizdat i nezavršen i zbog daljeg rada i razvoja se nastavlja u novom milenijumu. Rečeno je da će to biti Rzin finalni solo album. Iste godine Dreddy Kruger je izdao kompilaciju Formula For The Cure bez Rzine saglasnosti i odobrenja. Kompilacija je trebala da bude neka vrsta nastavka za finalni solo album.

## 2000:The W
Posle kormilarenja još jednog zajedničkog Wu-Tang albuma pod nazivom The W (njegova produkcija na ovom albumu je dobila mnogo pohvala) i pružanja naracije na The RZA Hits, albumu najvećih hitova Wu-Tanga, 2001 objavio je još jedan solo album pod imenom Digital Bullet. Digital Bullet je bio pokušaj većeg razvoja Bobby Digitala, album je pratio labave priče u kojima je karakter više prosvećen i manje hedonističan nego u prethodnom albumu.

## 2001—2004: Solo projekti posle albumaThe W
Године 1999,RZA je krenuo sa komponovanjem muzike za filmove. Njegov prvi rad, Džim Džarmušov Ghost Dog: The Way of the Samurai dobio je pohvale, takođe je imao i kratku specijalnu ulogu u filmu kao kolega samuraj obučen u maskirno odelo. Iskustvo je bilo pozitivno, i kao što je pomenuo u emisiji Fresh Air na Nacionalnom Narodnom Radiju, rad sa tradicionalnim muzičarima dao mu je želju da nauči kako da čita i piše muziku.
Kritični uspeh Ghost Dog saundtreka vodio je ka daljem poslu. RZA je napravio i producirao originalnu muziku za Kventin Tarantinov Kill Bill 1 i 2, kao i za Blade Trinity i Soul Plane. RZA je nominovan za četiri različite nagrade za rad na Kill Billu i druga dva saundtreka. Osvojio je jednu od njih.
| „ | Ovo je jedna od mojih najvećih avantura i jedno od mojih najboljih osećaja. Gledali smo Kill Billa na Menhetnu. Na premijeri, to se desilo, ali znate, to je Holivud. Ali Menhetn, teatar, samo gomila klinaca koja dolazi iz celog Njujorka unutar teatra i početak filma. Oni čak ni ne znaju da sam ja čovek zadužen za muziku, i kada je pisalo "Originalna muzika: RZA", čuli smo aplauz publike. Ali oni su aplaudirali zbog samog početka filma i ni zbog čega drugog. Ja sam bio u fazonu kao "Vau, šta je ovo bilo?". To je drugačije. To u stvari može da bude nešto specijalno. Nikada te nije briga ko je to uradio...kada vidiš ko glumi, ne čitaš ko je uredio film i sve ostalo. Ješćeš svoje kokice i one će proletati pored tebe. Ali, za nekoga da čuje taj aplauz baš tad i tamo, to je drugačija stvar. To je bilo baš ugodno. | ” |

Na početku 2003 producirao je i nekoliko traka za film The Mindscape of Alan Moore.
Njegov treći solo album se zove Birth of a Prince, izdat je 2003, singl sa ovog album je bio "We Pop". Album je predstavio mešavinu laganih Bobby Digital pesama i lirski prefinjih RZA pesama. 2003 je izdao The World According to RZA, saradnički album sa internacionalnim rep i r'n'b muzičarima (Skinnyman iz Ujedinjenog Kraljevstva, Saian Supa Crew iz Francuske, Xavier Naidoo iz Nemačke i Frankie Hi-NRG MC iz Italije).

## Spoljašnje veze
- Mediji vezani za članak RZA na Vikimedijinoj ostavi